# Zisterzienserinnenkloster Las Dueñas (Córdoba)
Das Zisterzienserinnenkloster Las Dueñas (Córdoba) war von 1370 bis 1868 ein Kloster der Zisterzienserinnen in Córdoba in Spanien.

## Geschichte
Das 1370 aus dem örtlichen Adel gestiftete Nonnenkloster Santa María de las Dueñas („Maria Damen“) bestand bis 1868 am heutigen Platz Plaza Cardenal Toledo in Córdoba. Dann wurde der Konvent aufgelöst. Die verbliebenen Nonnen wechselten in das Kloster La Encarnación. Die Parkanlage Jardín de las Dueñas (mit Bar Las Dueñas) erinnert an das einstige Kloster.